# Temelucha pterophori
Temelucha pterophori är en stekelart som först beskrevs av Joseph Augustine Cushman 1930.  Temelucha pterophori ingår i släktet Temelucha och familjen brokparasitsteklar. Inga underarter finns listade i Catalogue of Life.